# Lista episoadelor din Grimm
Aceasta este o listă a episoadelor din serialul american Grimm din 2011 creat în genul dark fantasy:

## Prezentare generală
| Sezonul | Sezonul | Episoade | Episoade | Premiera TV       | Premiera TV       | Indicator Nielsen | Indicator Nielsen              |
| Sezonul | Sezonul | Episoade | Episoade | Prima transmisie  | Ultima transmisie | Poziție           | Medie spectatori (în milioane) |
| ------- | ------- | -------- | -------- | ----------------- | ----------------- | ----------------- | ------------------------------ |
|         | 1       | 22       | 22       | 28 octombrie 2011 | 18 mai 2012       | 89                | 6.36                           |
|         | 2       | 22       | 22       | 13 august 2012    | 21 mai 2013       | 60                | 7.06                           |
|         | 3       | 22       | 22       | 25 octombrie 2013 | 16 mai 2014       | 52                | 7.97                           |
|         | 4       | 22       | 22       | 24 octombrie 2014 | 15 mai 2015       | 65                | 6.98                           |
|         | 5       | 22       | 22       | 30 octombrie 2015 | 20 mai 2016       | 76                | 5.97                           |

## Episoade

### Sezonul 1 (2011–12)
| Nr. în serial | Nr. în sezon | Titlu                       | Regia           | Scenariu                                                                                     | Premiera          | Cod producție | Telespectatori SUA (milioane) |
| --- | ------------ | --------------------------- | --------------- | -------------------------------------------------------------------------------------------- | ----------------- | ------------- | ----------------------------- |
| 1 | 1            | „Pilot”                     | Marc Buckland   | Poveste: David Greenwalt & Jim Kouf & Stephen Carpenter Scenariu: David Greenwalt & Jim Kouf | 28 octombrie 2011 |               |                               |
| După un violent și misterios atac asupra unei studente dintr-un campus local, Detectivul Nick Burkhardt (David Giuntoli) de la secția de omucideri din Portland află de la mătușa sa Marie (Kate Burton) că provine dintr-o linie de vânători de elită numiți "Grimms" însărcinați cu păstrarea echilibrului între umanitate și creaturile mitologice care trăiesc ascunse în jurul nostru. O fetiță îmbrăcată în roșu dispare și Nick încearcă să o găsească folosind noile sale puteri, dar și cu ajutorul partenerului său de culoare Hank Griffin (Russell Hornsby) și al lui Monroe (Silas Weir Mitchell), un vârcolac care s-a cumințit. Opening quote: "The wolf thought to himself, what a tender young creature. What a nice plump mouthful..." – The Brothers Grimm, 1812 |              |                             |                 |                                                                                              |                   |               |                               |
| 2 | 2            | „Bears Will Be Bears”       |                 |                                                                                              | 4 noiembrie 2011  |               |                               |
| Nick și Hank investigează un caz de pătrundere prin efracție. Indiciile îi conduc pe detectivi către o familie de origine misterioasă, în care nu mai există linia dintre bine și rău. Nick îi cere lui Monroe să o supravegheze pe mătușa Marie (Kate Burton). Opening quote: "She looked in the window, and then peeped through the keyhole; seeing nobody in the house, she lifted the latch." |              |                             |                 |                                                                                              |                   |               |                               |
| 3 | 3            | „Beeware”                   |                 |                                                                                              | 11 noiembrie 2011 |               |                               |
| În ceea ce se zbate ca să rezolve un nou caz, Nick descoperă trecutul familiei. Opening quote: "She'll sting you one day. Oh, ever so gently, so you hardly even feel it. 'Til you fall dead." |              |                             |                 |                                                                                              |                   |               |                               |
| 4 | 4            | „Lonelyhearts”              | Michael Waxman  | Alan DiFiore & Dan E. Fesman                                                                 | 18 noiembrie 2011 | 105           | 5.44                          |
| Nick investighează o serie de crime și de răpiri, în timp ce un străin vrea să-și răzbune prietenul ucis de un Grimm. Opening quote: "There she paused for a while thinking... but the temptation was so great that she could not conquer it." |              |                             |                 |                                                                                              |                   |               |                               |
| 5 | 5            | „Danse Macabre”             |                 |                                                                                              | 8 decembrie 2011  | 106           |                               |
| Anchetând moartea unui profesor, Nick ajunge la o școală unde descoperă că prezența lui afectează creaturile din lume. Opening quote: "Out they scampered from doors, windows and gutters, rats of every size, all after the piper." |              |                             |                 |                                                                                              |                   |               |                               |
| 6 | 6            | „The Three Bad Wolves”      |                 |                                                                                              | 9 decembrie 2011  | 104           |                               |
| Nick și Hank investighează explozia din casa lui Blutbad. Opening quote: "'Little pig, little pig, let me come in,' said the wolf to the pig. 'Not by the hair of my chinny chin chin,' said the pig to the wolf." |              |                             |                 |                                                                                              |                   |               |                               |
| 7 | 7            | „Let Your Hair Down”        |                 |                                                                                              | 16 decembrie 2011 | 107           |                               |
| Opening quote: "The enchantress was so hard-hearted that she banished the poor girl to a wilderness, where she had to live in a miserable, wretched state." |              |                             |                 |                                                                                              |                   |               |                               |
| 8 | 8            | „Game Ogre”                 | Terrence O'Hara | Cameron Litvack & Thania St. John                                                            | 13 ianuarie 2012  | 108           | 4.65                          |
| Opening quote: "Fee fi fo fum... I smell the blood of an Englishman..." |              |                             |                 |                                                                                              |                   |               |                               |
| 9 | 9            | „Of Mouse and Man”          | Omar Madha      | Alan DiFiore & Dan E. Fesman                                                                 | 20 ianuarie 2012  | 109           | 5.92                          |
| Opening quote: "I am impelled not to squeak like a grateful and frightened mouse, but to roar...." |              |                             |                 |                                                                                              |                   |               |                               |
| 10 | 10           | „Organ Grinder”             | Clark Mathis    | Akela Cooper & Spiro Skentzos                                                                | 3 februarie 2012  | 110           | 4.79                          |
| Opening quote: "We shall see the crumbs of bread... and they will show us our way home again." |              |                             |                 |                                                                                              |                   |               |                               |
| 11 | 11           | „Tarantella”                | Peter Werner    | Alan DiFiore & Dan E. Fesman                                                                 | 10 februarie 2012 | 111           | 5.30                          |
| Opening quote: "Instantly, the priestess changed into a monstrous goblin-spider and the warrior found himself caught fast in her web." |              |                             |                 |                                                                                              |                   |               |                               |
| 12 | 12           | „Last Grimm Standing”       | Michael Watkins | Story by: Cameron Litvack & Thania St. John Teleplay by: Naren Shankar & Sarah Goldfinger    | 24 februarie 2012 | 112           | 4.79                          |
| Opening quote: "The beasts were loosed into the arena, and among them, a beast of huge bulk and ferocious aspect. Then the slave was cast in." |              |                             |                 |                                                                                              |                   |               |                               |
| 13 | 13           | „Three Coins in a Fuchsbau” | Norberto Barba  | David Greenwalt & Jim Kouf                                                                   | 2 martie 2012     | 113           | 5.30                          |
| Opening quote: "For me there are neither locks nor bolts, whatsoever I desire is mine." |              |                             |                 |                                                                                              |                   |               |                               |
| 14 | 14           | „Plumed Serpent”            | Steven DePaul   | Alan DiFiore & Dan E. Fesman                                                                 | 9 martie 2012     | 114           | 5.05                          |
| Opening quote: "Said the dragon, 'Many knights have left their lives here, I shall soon have an end for you, too,' and he breathed fire out of seven jaws." |              |                             |                 |                                                                                              |                   |               |                               |
| 15 | 15           | „Island of Dreams”          | Rob Bailey      | Jim Kouf & David Greenwalt                                                                   | 30 martie 2012    | 115           | 4.15                          |
| Opening quote: "Soon he was so in love with the witch's daughter that he could think of nothing else. He lived by the light of her eyes and gladly did whatever she asked." |              |                             |                 |                                                                                              |                   |               |                               |
| 16 | 16           | „The Thing with Feathers”   | Darnell Martin  | Richard Hatem                                                                                | 6 aprilie 2012    | 116           | 4.45                          |
| Opening quote: "Sing my precious little golden bird, sing! I have hung my golden slipper around your neck." |              |                             |                 |                                                                                              |                   |               |                               |
| 17 | 17           | „Love Sick”                 | David Solomon   | Catherine Butterfield                                                                        | 13 aprilie 2012   | 117           | 4.96                          |
| Opening quote: "Forgive me for the evil I have done you; my mother drove me to it; it was done against my will." |              |                             |                 |                                                                                              |                   |               |                               |
| 18 | 18           | „Cat and Mouse”             | Felix Alcala    | Jose Molina                                                                                  | 20 aprilie 2012   | 118           | 4.56                          |
| Opening quote: "'Perhaps some accident has befallen him,' said the king, and the next day he sent out two more huntsmen who were to search for him.'" |              |                             |                 |                                                                                              |                   |               |                               |
| 19 | 19           | „Leave It to Beavers”       | Holly Dale      | Nevin Densham                                                                                | 27 aprilie 2012   | 119           | 4.33                          |
| Opening quote: "Wait!" the troll said, jumping in front of him. "This is my toll bridge. You have to pay a penny to go across." |              |                             |                 |                                                                                              |                   |               |                               |
| 20 | 20           | „Happily Ever Aftermath”    | Terrence O'Hara | David Greenwalt & Jim Kouf                                                                   | 4 mai 2012        | 120           | 4.73                          |
| Opening quote: "And they lived happily ever after." |              |                             |                 |                                                                                              |                   |               |                               |
| 21 | 21           | „Big Feet”                  | Omar Madha      | Story by: Alan DiFiore & Dan E. Fesman Teleplay by: Richard Hatem                            | 11 mai 2012       | 121           | 4.45                          |
| Opening quote: "He stripped off his skin and tossed it into the fire and he was in human form again." |              |                             |                 |                                                                                              |                   |               |                               |
| 22 | 22           | „Woman in Black”            | Norberto Barba  | David Greenwalt & Jim Kouf                                                                   | 18 mai 2012       | 122           | 5.10                          |
| Opening quote: "It shall not be death, but a sleep of a hundred years, into which the princess shall fall." |              |                             |                 |                                                                                              |                   |               |                               |

### Sezonul 2 (2012–13)
| Nr. în serial | Nr. în sezon | Titlu                      | Regia            | Scenariu                                                   | Premeira           | Cod producție | Telespectatori SUA (milioane) |
| --- | ------------ | -------------------------- | ---------------- | ---------------------------------------------------------- | ------------------ | ------------- | ----------------------------- |
| 23 | 1            | „Bad Teeth”                | Norberto Barba   | Jim Kouf & David Greenwalt                                 | 13 august 2012     | 201           | 5.64                          |
| Opening quote: "The blood-dimmed tide is loosed, and everywhere the ceremony of innocence is drowned." |              |                            |                  |                                                            |                    |               |                               |
| 24 | 2            | „The Kiss”                 | Terrence O'Hara  | Jim Kouf & David Greenwalt                                 | 20 august 2012     | 202           | 4.90                          |
| Opening quote: "If a man of pure heart were to fall in love with her, that would bring her back to life." |              |                            |                  |                                                            |                    |               |                               |
| 25 | 3            | „Bad Moon Rising”          | David Solomon    | Richard Hatem                                              | 27 august 2012     | 203           | 4.67                          |
| Opening quote: "Then she began to weep bitterly, and said, 'What can a poor girl like me do now?" |              |                            |                  |                                                            |                    |               |                               |
| 26 | 4            | „Quill”                    | David Straiton   | David Simkins                                              | 3 septembrie 2012  | 204           | 4.62                          |
| Opening quote: "Death stood behind him, and said: 'Follow me, the hour of your departure from this world has come.'" |              |                            |                  |                                                            |                    |               |                               |
| 27 | 5            | „The Good Shepherd”        | Steven DePaul    | Dan E. Fesman                                              | 28 septembrie 2012 | 205           | 5.32                          |
| Opening quote: "Dressed in the skin, the wolf strolled into the pasture with the Sheep. Soon a little Lamb was following him about and was quickly led away to slaughter."                                                        |              |                            |                  |                                                            |                    |               |                               |
| 28 | 6            | „Over My Dead Body”        | Rob Bailey       | Spiro Skentzos                                             | 5 octombrie 2012   | 206           | 5.29                          |
| Opening quote: "Whilst he thus gazed before him, he saw a snake creep out of a corner of the vault and approach the dead body."                                                                                                   |              |                            |                  |                                                            |                    |               |                               |
| 29 | 7            | „The Bottle Imp”           | Darnell Martin   | Alan DiFiore                                               | 12 octombrie 2012  | 207           | 5.01                          |
| Opening quote: "Let me out, let me out,' the spirit cried. And the boy, thinking no evil, drew the cork out of the bottle." |              |                            |                  |                                                            |                    |               |                               |
| 30 | 8            | „The Other Side”           | Eric Laneuville  | William Bigelow                                            | 19 octombrie 2012  | 208           | 5.03                          |
| Opening quote: "I thought of making myself a beautiful wooden marionette. It must be wonderful, one that can dance, fence and turn somersaults."                                                                                  |              |                            |                  |                                                            |                    |               |                               |
| 31 | 9            | „La Llorona”               | Holly Dale       | Akela Cooper                                               | 26 octombrie 2012  | 209           | 6.11                          |
| Opening quote: "On many a dark night people would see her walking along the riverbank and crying for her children." |              |                            |                  |                                                            |                    |               |                               |
| 32 | 10           | „The Hour of Death”        | Peter Werner     | Sean Calder                                                | 2 noiembrie 2012   | 210           | 5.64                          |
| Opening quote: "And branded upon the beast, the mark of his kin. For none shall live whom they have seen." (Source: The fictional in-universe work Albträume für Wesen Kinder, meaning Nightmares for Wesen Children in English.) |              |                            |                  |                                                            |                    |               |                               |
| 33 | 11           | „To Protect and Serve Man” | Omar Madha       | Dan E. Fesman                                              | 9 noiembrie 2012   | 211           | 5.21                          |
| Opening quote: "The beast was simply the Call of the Wild personified... which some natures hear to their own destruction." |              |                            |                  |                                                            |                    |               |                               |
| 34 | 12           | „Season of the Hexenbiest” | Karen Gaviola    | Story by: Jim Kouf Teleplay by: Jim Kouf & David Greenwalt | 16 noiembrie 2012  | 212           | 5.03                          |
| Opening quote: "Oh! There is a terrible witch in that house who spewed her poison over me and scratched me with her long fingernails."                                                                                            |              |                            |                  |                                                            |                    |               |                               |
| 35 | 13           | „Face Off”                 | Terrence O'Hara  | Jim Kouf & David Greenwalt                                 | 8 martie 2013      | 213           | 4.90                          |
| Opening quote: "The will to conquer is the first condition of victory." |              |                            |                  |                                                            |                    |               |                               |
| 36 | 14           | „Natural Born Wesen”       | Michael Watkins  | Thomas Ian Griffith & Mary Page Keller                     | 15 martie 2013     | 214           | 4.91                          |
| Opening quote: "So the animals debated how they might drive the robbers out, and at last settled on an idea." |              |                            |                  |                                                            |                    |               |                               |
| 37 | 15           | „Mr. Sandman”              | Norberto Barba   | Alan DiFiore                                               | 22 martie 2013     | 215           | 5.00                          |
| Opening quote: "Now we've got eyes — eyes — a beautiful pair of children's eyes," he whispered. |              |                            |                  |                                                            |                    |               |                               |
| 38 | 16           | „Nameless”                 | Charles Haid     | Akela Cooper                                               | 29 martie 2013     | 216           | 4.86                          |
| Opening quote: "Then he seized his left foot with both hands in such a fury that he split in two." |              |                            |                  |                                                            |                    |               |                               |
| 39 | 17           | „One Angry Fuchsbau”       | Terrence O'Hara  | Richard Hatem                                              | 5 aprilie 2013     | 217           | 5.13                          |
| Opening quote: "He sang a sweet song in tones so full and soft that no human ear could resist them nor fathom their origin..." (Source: The quotation is inspired by, but not actually from "The Garden of Paradise".)            |              |                            |                  |                                                            |                    |               |                               |
| 40 | 18           | „Volcanalis”               | David Grossman   | Jim Kouf & David Greenwalt                                 | 26 aprilie 2013    | 218           | 4.85                          |
| Opening quote: "The demon came home, and he declared that the air was not clear. 'I smell the flesh of man." |              |                            |                  |                                                            |                    |               |                               |
| 41 | 19           | „Endangered”               | David Straiton   | Spiro Skentzos                                             | 30 aprilie 2013    | 219           | 5.77                          |
| Opening quote: "They'll kill you, and I'll be here in the woods all alone and abandoned." |              |                            |                  |                                                            |                    |               |                               |
| 42 | 20           | „Kiss of the Muse”         | Tawnia McKiernan | Sean Calder                                                | 7 mai 2013         | 220           | 5.67                          |
| Opening quote: "Tell me O'Muse, from whatsoever source you may know them." |              |                            |                  |                                                            |                    |               |                               |
| 43 | 21           | „The Waking Dead”          | Steven DePaul    | Jim Kouf & David Greenwalt                                 | 14 mai 2013        | 221           | 5.36                          |
| Opening quote: "Papa Ghede is a handsom fellow in his hat and coat of black. Papa Ghede is going to the palace! He'll eat and drink when he gets back!"                                                                           |              |                            |                  |                                                            |                    |               |                               |
| 44 | 22           | „Goodnight, Sweet Grimm”   | Norberto Barba   | Jim Kouf & David Greenwalt                                 | 21 mai 2013        | 222           | 4.99                          |
| Opening quote: "And flights of angels sing thee to thy rest." |              |                            |                  |                                                            |                    |               |                               |

### Sezonul 3 (2013–14)
Grimm (sezonul 3)

### Sezonul 4 (2014–15)
Grimm (sezonul 4)

### Sezonul 5 (2015–16)
Grimm (sezonul 5)

### Sezonul 6 (2017)
Articol principal: Grimm (sezonul 6)
Grimm (sezonul 6)